# Doctor Strange (pel·lícula de 2016)
Doctor Strange és una pel·lícula de superherois nord-americana amb el personatge de Marvel Comics del mateix nom, produïda per Marvel Studios i distribuïda per Walt Disney Studios Motion Pictures Buena Vista Distribution. És la pel·lícula número catorze de l'Univers Cinematogràfic de Marvel (MCU). La pel·lícula està dirigida per Scott Derrickson amb un guió de Jon Spaihts i C. Robert Cargill, i els actors Benedict Cumberbatch, Chiwetel Ejiofor, Rachel McAdams, Michael Stuhlbarg, Mads Mikkelsen, i Tilda Swinton participen en ella. En Doctor Strange, el cirurgià Stephen Strange aprèn d'allò Primigeni després d'un accident de trànsit que acaba amb la seva carrera com a metge.
Diverses encarnacions d'una pel·lícula del Doctor Strange han estat en desenvolupament des de mitjans de la dècada de 1980 fins que Paramount Pictures va adquirir els drets de la pel·lícula a l'abril de 2005, en nom de Marvel Studios. Thomas Dean Donnelly i Joshua Oppenheimer van ser portats a bord el juny de 2010 per a escriure un guió. El juny de 2014, Derrickson va ser contractat per a dirigir la pel·lícula. Cumberbatch va ser triat per al paper del mateix nom al desembre de 2014, i alhora, Spaihts es va confirmar que tornava per a escriure el guió. Un any més tard, Cargill va revelar que treballava en el guió. La pel·lícula va començar el rodatge el novembre de 2015, al Nepal abans de traslladar-se al Regne Unit i concloure'l a la ciutat de Nova York a l'abril de 2016.

## Argument
Després que Stephen Strange, el neurocirurgià més important del món, és ferit en un accident de cotxe que arruïna la seva carrera, s'embarca en un viatge de sanació, on es troba amb l'Anciana, que més tard es converteix en la seva mentora en les arts místiques.

## Personatges
- Benedict Cumberbatch com en Doctor Strange:

Un neurocirurgià que, després d'un accident de trànsit horrible, descobreix el món ocult de les dimensions màgiques i suplents. Cumberbatch, que va passar el seu any sabàtic l'ensenyament d'anglès en un monestir tibetà a Darjeeling, Índia, va declarar que la mística en la pel·lícula va ressonar amb ell: "Estic molt entusiasmat amb aquesta dimensió espiritual, òbviament, és una cosa que ha estat una gran part de la meva vida. em meditar molt. això és una eina molt important en tractar de calmar-me, allunyar-se del circ boig de tot això, tenir una ment enfocada, així com ser un amable i persona considerada en el món. vaig prendre un munt de coses lluny de la meva experiència a Darjeeling .. va ser una experiència profundament formativa a una edat molt jove. és una cosa que he intentat mantenir en la meva vida ". Cumberbatch va declarar que va posar molta cura en la definició dels moviments físics i gestos del personatge, quan va sentir que havia "hi haurà una gran quantitat d'especulacions i intriga sobre el posicionament d'aquest dit en lloc que estigui allà o no." El productor Kevin Feige va afegir que el Doctor Strange seria "només tocar el que molts dels seus poders són", que inclouen encanteris amb "noms divertits de llenguatge variat", la creació de mandales de llum per escuts i armes, i la creació de portals per a viatjar de manera ràpida al voltant el món. Strange també és ajudat per un Mantell de Levitació per al vol, i l'Ull de l'Agamotto, una relíquia amb la capacitat de "manipular les probabilitats ... que també és una altra forma de dir, "fotre amb el temps".
- Chiwetel Ejiofor com en Karl Mordo:

Un estudiant anterior de l'Ancià, juntament amb Strange. A diferència de en els còmics, el caràcter no és completament malvat i és una amalgamació de personatges diferents de les històries del Doctor Strange.
- Rachel McAdams com a Christine Palmer.[5][6]
- Benedict Wong com a Wong.
- Michael Stuhlbarg com a Nicodemus West.[7][8]
- Scott Adkins com a Lucian: Un dels seguidors de Kaecilius.[9]
- Mads Mikkelsen com a Kaecilius:[7]
- Tilda Swinton com a l'Anciana.